# Бенестаре
Бенестаре (итал. Benestare) је насеље у Италији у округу Ређо ди Калабрија, региону Калабрија.
Према процени из 2011. у насељу је живело 850 становника. Насеље се налази на надморској висини од 293 м.

## Становништво
| 1931.  | 1936.  | 1951.  | 1961.  | 1971.  | 1981.  | 1991.  | 2001.  | 2011. |
| ------ | ------ | ------ | ------ | ------ | ------ | ------ | ------ | ----- |
| 12.421 | 12.574 | 12.976 | 12.697 | 11.793 | 11.194 | 11.048 | 11.230 | 2.442 |